# الصداع (حضرموت)
الصداع هي إحدى قرى الجمهورية اليمنية. وهي تتبع جغرافيًا لمحافظة حضرموت. وإداريًا لمديرية غيل باوزير. يبلغ تعداد سكانها 2943 نسمة حسب الإحصاء الذي جرى عام 2004.